# Francisco Fourmantin
Francisco Fourmantin, nacido como François Fourmantin (Burdeos, 1799 -  orillas del Río Parana, 21 de octubre de 1861) fue un marino de origen francés que luchó como corsario al servicio de la República Argentina en la Guerra del Brasil, como jefe de Escuadra y comandante general de Artillería de las fuerzas de Fructuoso Rivera durante la Guerra Grande, comandante de Carmen de Patagones y de Bahía Blanca y comandante de la Escuadra del Estado de Buenos Aires en los últimos meses de la Guerra entre la Confederación Argentina y el Estado de Buenos Aires.

## Biografía
Francisco Fourmantin nació en 1799, según diversas fuentes en Calais o Burdeos, Francia, siendo su padre también marino y corsario.
Distintas fuentes dan por año de su llegada a la Argentina 1809 o alrededor de 1824. Se afincó en Carmen de Patagones, donde tenía numerosos negocios y había formado familia con Feliciana Fontana en el verano de 1824.
En 1825 era comandante del bergantín corsario de 182 tn William o Guillermo y se ofrecía a la Armada Argentina para luchar en corso contra el tráfico mercante del Imperio de Brasil, en momentos en que la crisis por la ocupación de la Banda Oriental por los brasileros amenazaba con provocar la guerra.
Rechazados sus servicios en razón de no haberse aun roto las hostilidades, la oferta fue trasladada secretamente al gobierno provincial provisorio de la Banda Oriental encabezado por Manuel Calleros y aceptada el 20 de junio de 1825.
Finalizado su alistamiento en Buenos Aires partió el 2 de octubre con autorización para un viaje al Pacífico, pero se dirigió a las costas del Brasil iniciando una campaña que más que corsaria era en los hechos de piratería, al no existir declaración formal de hostilidades y carecer de patentes de un gobierno autónomo reconocido.
Durante este su primer crucero efectuó 23 presas, quemó 11 y consiguió hacer llegar 7 a Carmen de Patagones, que así empezaba a convertirse en el principal destino de corsarios. El 24 de enero de 1826 arribó a Carmen de Patagones y fue detenido por las autoridades locales por piratería. La medida era formal: el trámite para la liquidación de las presas se efectuó de todas maneras y fueron finalmente consideradas legítimas y subastadas.
Al llegar las noticias del inicio de la guerra del Brasil en marzo de 1826, fueron aceptados sus servicios y tras recibir la patente corsaria N.º 92 del 22 de marzo y montar 8 piezas de hierro de a 8 inició su segunda campaña al mando de su barco, rebautizado Lavalleja, amparado ahora por las leyes de corso. Constaba como propietario principal y armador Vicente Casares y como fiador Francisco Trelles.
Entre el 30 de marzo y el 20 de junio efectuó una efectiva campaña de corso contra el tráfico mercante brasileño, alcanzando fama por su valentía y falta de escrúpulos. En ambas campañas provocó al Imperio la pérdida de 30 mercantes y más de 500 esclavos que fueron liberados. Las ganancias netas, descontando incluso el valor del Lavalleja, fueron estimadas en más de $300.000.
Regresando de su campaña el Lavalleja zozobró durante un temporal a la altura de Cabo San Antonio en julio de 1826, salvándose Fourmantin y sus hombres.
Integrado a la nómina de la armada y puesto brevemente al frente del lanchón República Argentina para pasar luego al mando de la ballenera Hijo de Julio. Construido en Buenos Aires, de 19 tn y 14,5 m de eslora, fue  aparejado a lugre con tres palos y adquirido por el armador José Julián Arriola para destinarlo al corso. Actuaba como fiador de presas en Buenos Aires Roberto Jackson y en Patagones Fernando Alfaro. El 3 de octubre de 1826 obtuvo la patente N.º 112.
Antes de partir, entre el 20 y el 28 de octubre, operó como comandante accidental del bergantín Oriental Argentino por sumario de su capitán Pedro Dautant. En ese breve lapso efectuó una campaña corsaria fluvial capturando dos lanchones en aguas del Paraná Guazú y el Paraná Miní.
Finalmente zarpó de Buenos Aires al mando del Hijo de Julio armado con cuatro cañones, operando en las costas de Río Grande do Sul y Santos. Habiendo efectuado seis presas finalizó su campaña el 18 de enero de 1827 en el Salado.
Pasó entonces a la ciudad de Carmen de Patagones con su velero. Sus compatriotas le daban allí el apodo de Bi Vois, por su doblez, que derivó en Bibois, y para los criollos e indios Bibuá o Biguá.
Fourmantin enfermó y quedó al frente del buque su segundo el capitán Carlos Vogesland seguido del teniente Carlos Johnson. Al producirse el Combate de Carmen de Patagones en febrero de 1827, Fourmantin seguía enfermo y no participó de la heroica acción de la población y su guarnición contra el ataque imperial. En la victoria argentina participó "la goleta "Chiquilla" al mando del segundo del Hijo de Julio Juan Salen (Soulin) por enfermedad del primero Mr.Bivois".
A fines de febrero los prisioneros brasileros sobornaron con 40 contos de reis al oficial Federico Lowe, al capitán de presas Coussin y al comisario de a bordo Pedro Roch (ingleses los primeros e irlandés el tercero), y a 17 soldados, todos de la tripulación de Fourmantin. La conspiración fracasó, no sin que consiguieran inutilizar la batería del Cerro de la Caballada.
Cayó prisionero a fines de 1827, logrando fugarse en marzo del año siguiente del pontón Presiganga.
Fue dado de baja en 1828, al finalizar la guerra, y pasó a servir por poco tiempo en la marina de la República Oriental del Uruguay con el grado de coronel.
Permaneció a menudo en Carmen de Patagones. Actuaba como administrador de la Estancia del Estado, en la desembocadura del río Negro, donde crio al tehuelche Casimiro, adquirido por Fourmantin a su madre Joujuna. Casimiro, que apadrinado por Fourmantin adoptó su apodo Biguá, llegó a ser con el tiempo el más poderoso de los caciques tehuelches sucediendo en 1840 a María la Grande.
Opositor a Juan Manuel de Rosas, emigró al Uruguay. Rosas le embargó "una quinta con casa de adobe inmediata al pueblo de Patagones, con un terreno de cuatro faenas de sembradura, una casa de lo mismo en el pueblo, cuatro caballos, cuatro yeguas, dos potrancas y un buey".
En 1838 intentó ponerse a las órdenes de la flota francesa que iniciaba el bloqueo de Buenos Aires pero sus servicios no fueron aceptados, pasando a servir en la escuadra oriental que respondía a Fructuoso Rivera. Ascendido a coronel, el 13 de noviembre de 1838 Francisco Fourmantin fue nombrado jefe de la escuadrilla riverista en aguas del río Uruguay en sustitución de Santiago Sciurano.
En diciembre de 1838 dejó en el río Uruguay algunos lanchones al mando del coronel Núñez, y regresó a Montevideo con la Bernardina (mayor Guillermo Pagé) la General Aguiar (Juan Amecimin o Massimin) y la General Rivera (Liborio Echeverría).
El 9 de enero de 1839 se desplazó al mando de la escuadrilla riverista compuesta del Aguiar, el Rivera y la Bernardina con el apoyo de los buques franceses Bordalaise, Relámpago y Expeditive, a aguas del río Paraná con el objetivo de evitar el paso de tropas de la Confederación a Santa Fe y Entre Ríos. Las fuerzas navales de Montevideo quedaron a cargo de Anselmo Dupont, una flotilla entre Paysandú y Salto comandada por Thomas Read (lanchón General Medina, el Constitucional, la Palmar y el General Lavalle), y la escuadrilla del Uruguay nuevamente al mando de Sciurano (Pereira, Estrella Oriental).
El 13 de mayo y con serios problemas logísticos tras seis meses en operaciones Fourmantin regresó a Montevideo, donde fue nombrado "Jefe de las fuerzas de guerra nacionales existentes en este puerto". La situación de la escuadra era crítica: los buques permanecían en desarme, se carecía de dotaciones, y de salarios, ropa y víveres para las existentes. En junio las fuerzas de la Confederación cruzaron el Uruguay en Salto y en octubre Rivera perdió a su aliado principal, Francia, que arregló sus diferencias con Rosas.
En diciembre Rivera nombró a John Halstead Coe nuevo jefe de la escuadra oriental. Fourmantin permaneció en Montevideo prestando servicios en la defensa contra el bloqueo dirigido por su antiguo comandante Guillermo Brown como segundo de Coe. En esta campaña mandó la barca 25 de Mayo pero recibió quejas de su jefe por falta de cooperación en el combate, existiendo entre ambos manifiesta rivalidad.
Asistió el 3 de agosto al mando de la goleta Rivera al combate de Santa Lucía. En esa ocasión, su buque recibió una fuerte y precisa andanada de la 25 de Mayo, comandada por Brown, por lo que Fourmantin intentó regresar a Montevideo, pero por las averías recibidas naufragó al entrar al puerto. Luchó en la acción del 9 de diciembre, que finalizó en la captura del bergantín Cagancha, y en la del 21 de ese mes entre Puerto Indio y Montevideo tras la que Rivera renunció a disputar el control del estuario. La última acción de la escuadra sería el 24 de diciembre de 1841 cuando la 25 de Mayo a cargo de Fourmantin, y el Constitución (Dupuy) persiguieron inútilmente hasta el Banco Ortiz al Vigilante, que llevaba abastecimientos a la flota de la Confederación.
El 31 de diciembre de 1841 Rivera, desilusionado por los resultados obtenidos y agobiado por problemas económicos,  dispuso desarmar el grueso de la escuadra y retirar a Coe del mando, nombrando a comienzos del siguiente año a José Garibaldi.
En 1843 Fourmantin pasó a servir en la línea de fortificación por encargo del general José María Paz. El 20 de junio de 1844 Paz emitía el siguiente certificado acerca de los servicios de Fourmantin:

José M.Paz brigadier de la República Argentina y General de las Armas de esta Capital y su Departamento, certifico: Que el señor coronel don Francisco Fourmantin entró a servir a mis órdenes en la Línea de Fortificación el 5 de febrero del año de 1843 y le conferí el mando de seis baterías del ala derecha en el que se desempeñó a mi entera satisfacción. Cuando las operaciones de la Escuadra enemiga me hicieron mirar como una medida de importancia la fortificación de la Isla de Ratas que se hallaba completamente indefensa nombré a este jefe para comandarla y fortificarla induciéndome a este nombramiento la recomendable actividad celo probidad e inteligencia que había desplegado en el mando que obtenía y pasó a la Isla el 5 de mayo del mismo año. El resultado correspondió a mis deseos: pocos días después ella estaba en un excelente estado de defensa y capaz de resistir cualquier ataque que le dirigiese la escuadra enemiga. Es recomendable esta operación del coronel Fourmantin porque a más de la que ella demanda por sí misma tuvo que vencer graves obstáculos que oponía nuestra situación la que necesitaba en primer lugar de su acreditada probidad.
Tres meses después creyendo más importantes sus servicios en la Línea le conferí el mando de todas las baterías de la Derecha en el que su desempeño me fue igualmente satisfactorio y me decidió a nombrarlo Jefe de toda la artillería de la Línea a cuyo mando entró el 2 de septiembre del mismo año y permanece en él hasta la fecha sin haber desmentido en lo más pequeño sus recomendables antecedentes. Debo declarar que el coronel Fourmantin en el tiempo que sirve a mis órdenes no se ha limitado a hacer lo que le exigían sus deberes dsmarcados y que ha apurado su actividad para hacer y proponer oficiosamente cuanto ha creído útil a la defensa de la Capital, cooperando eficazmente a los trabajos que demandaba su fortificación sin perjuicio de salir fuera de muros con la artillería volante en muchos de los encuentros parciales que han tenido lugar, acreditando en ellos pericia y valentía haciéndose por todo ello acreedor en primera línea a la gratitud pública y a la consideración del Gobierno. Dado en la Línea de Fortificación a 20 de junio de 1844.

El 29 de octubre de 1846 fue nombrado miembro de la Asamblea de Notables y segundo jefe del ejército de Montevideo, ocupando el puesto hasta el 17 de julio del año siguiente, cuando fue designado comandante general de Artillería en ambas Líneas y jefe de la interior. En funciones de ese empleo fue reducido a prisión y enjuiciado militarmente con motivo de un motín que debió estallar en esa ciudad la noche del 16 de julio de 1848 para obtener la dimisión del entonces coronel Lorenzo Batlle, quien ocupaba la cartera de Guerra y Marina. En el consejo de guerra asumió su defensa Manuel Correa, quien recién el 10 de marzo de 1849 pudo presentar su alegato. El 14 de marzo de ese año fue absuelto y puesto en libertad.
Tras la caída de Rivera, escapó a Buenos Aires, donde en 1849 donde actuó como edecán hasta ser reincorporado a la escuadra de Rosas. Entre abril y diciembre de 1851 estuvo al mando de la goleta Maipú, que permaneció en reparaciones y alistamiento en el Tigre.
Al producirse el pronunciamiento de Urquiza en 1851, Fourmantin mantuvo su adhesión formal al gobernador de Buenos Aires pero tras la derrota de Rosas en la batalla de Caseros y aún después de la revolución porteña de septiembre de 1852 mantuvo su mando.
Fue nombrado comandante militar de Patagones, cargo que ocupó hasta 1854. Fue designado poco después, Subdelegado de Marina en San Fernando, pero volvió al sur y en octubre de 1856 pasó a desempeñarse como comandante naval y militar de Bahía Blanca, al mando del establecimiento cívico militar de la Legión Agrícola Militar, dirigido por el coronel Silvino Olivieri hasta su asesinato.
A fines de 1857 fue nombrado nuevamente comandante de Carmen de Patagones. Volvió a Buenos Aires después de la derrota porteña en la Batalla de Cepeda (1859). En 1860 fue dado de alta en la escuadra del Estado de Buenos Aires y como coronel de marina la comandó durante la guerra contra la Confederación Argentina en julio de 1861 en reemplazo de Antonio Susini. Dio apoyo al ejército de Bartolomé Mitre en la batalla de Pavón y en las operaciones subsiguientes. Se apoderó en Diamante (Entre Ríos) de la flota federal, entregada por sus mandos en consecuencia de la renuencia de Justo José de Urquiza a sostener la causa nacional.
Murió el 21 de noviembre de 1861 de una apoplejía, a bordo del vapor Caaguazú, frente a Rosario (Argentina) o a Diamante, según las fuentes. Al momento de su muerte aun ocupaba el cargo de comandante de la Escuadra de Buenos Aires. Su sucesor sería el propio Murature, quien pasaría a estar a cargo de la Armada nacional unificada. 
Uno de sus hijos, Alejandro Fourmantin, desarrolló una exitosa carrera en la Armada Argentina sirviendo con el grado de alférez bajo el mando de Luis Piedrabuena. Otros descendientes, los tenientes Federico Fourmantin y Francisco Fourmantin sirvieron en la marina en las últimas décadas del siglo XIX.